# 세타카역
세타카역(일본어: 瀬高駅 세타카에키[*])은 일본 후쿠오카현 미야마시에 있는 규슈 여객철도 가고시마 본선의 역이다.
구·세타카 정의 대표역으로, 폐지되었던 사가 선 등의 발착 역이기도 했다. 이전은, 특급 '릴레이 쓰바메'호의 일부 열차가 정차하고 있지만, 현재는 하루에 정차하는 특급의 운행은 없다(쾌속 · 준쾌속 열차가 정차한다).

## 역 구조 및 승강장
단선 승강장 1면 1선과 섬식 승강장 1면 2선, 합계 2면 3선의 승강장을 가진 지상역. 서로의 승강장은 과선교로 연락하고 있다. 서쪽으로 역사가 있다. 현 역사는 1979년 6월에 개축되었던 3대째이다.
직영역으로, 발권 창구가 설치되어 있다.
| 1     | ■ 가고시마 본선 | (상행) | 구루메 · 도스 · 하카타 방면       |
| 2 · 3 | ■ 가고시마 본선 | (상행) | 구루메 · 도스 · 하카타 방면       |
| 2 · 3 | ■ 가고시마 본선 | (하행) | 오무타 · 구마모토 · 야쓰시로 방면 |

## 역 주변
- 국도 제443호선
- 국도 제209호선
- 기요미즈데라
- 후나고야 온천
- 신후나고야 온천
- 다카식품공업 본사
- 미야마 시청
- 미야마 시립 도서관

## 역사
- 1891년 4월 1일 : 야베카와 역의 명칭으로 규슈 철도(초대)가 개업.
- 1907년 7월 1일 : 규슈 철도(초대)가 국유화되어 제국 철도청이 소관.
- 1931년 9월 24일 : 사가 선이 부분 개업.
- 1942년 4월 1일 : 세타카마치역으로 개칭.
- 1956년 4월 10일 : 세타카 역으로 재개칭.
- 1979년 6월 : 현 역사로 개축.
- 1987년
  - 2월 6일 : 발권 창구 개설.
  - 3월 27일 : 국유철도 사가 선이 특정 지방 교통선으로 지정되어 폐선.
  - 4월 1일 : 일본국유철도 분할 민영화에 의해 규슈 여객철도가 승계.
- 2009년
  - 2월 19일 : 자동 개찰기 도입.
  - 3월 1일 : IC카드 SUGOCA의 이용을 개시.

## 인접 역
| 가고시마 본선              | 가고시마 본선                                       | 가고시마 본선              |
| -------------------------- | --------------------------------------------------- | -------------------------- |
| 지쿠고후나고야 모지코 방면 | ■ 쾌속 · 준쾌속                                     | 오무타 아라오 방면         |
| 지쿠고후나고야 모지코 방면 | ■ 쾌속 · ■ 쾌속 '구마모토 라이너' ■ 준쾌속 · ■ 보통 | 미나미세타카 가고시마 방면 |